# Прапор Візе
Прапор Візе був встановлений рішенням ради від невідомої дати як прапор муніципалітету Візе провінції Льєж. Прапор можна описати так:
Синій з білою діагональною смугою
Прапор повністю заснований на муніципальному гербі і тому виглядає абсолютно однаково.

## Використання
У місті Візе використовується кілька місцевих прапорів.
Широко використовується прапор із двома вертикальними смугами синього та білого кольорів. Прапор із трьома однаково високими смугами синього, жовтого та білого кольорів також можна побачити скрізь у Візе.
Над штаб-квартирою гільдії висить такий величезний прапор, але прапор із трьома однаково високими смугами червоного, синього та червоного можна побачити скрізь у місті, часто асоціюючи його з іншими місцевими прапорами.

В матеріалах Armoiries communales en Belgique. Communes wallonnes, bruxelloises et germanophones вказано про прапор Візе як синій з білою діагональною смугою, хоча муніципальний герб можна побачити в кількох місцях і на муніципальних транспортних засобах, цього муніципального прапора муніципального герба ніде не видно в місті.

Дві вертикальні смуги синього і білого кольорів
Три горизонтальні смуги синьо-жовто-білого кольору
Три горизонтальні смуги червоно-синьо-червоного кольору
Синій з білою діагональною смугою
Герб Візе